# ربابه خانم ملیح‌السلطنه
ربابه خانم ملیح السلطنه همسر اول و همچنین همسر صیغه ای محمدعلی‌شاه بود. او با محمدعلی شاه دو فرزند به نام‌های حسینعلی میرزا اعتضادالسلطنه و غلامحسین میرزا قاجار داشت. حسینعلی میرزا فرزند ارشد محمدعلی شاه بود ولی او بعد از پدر به سلطنت نرسید زیرا که مادرش نسب قاجاری نداشت.